# Akutsjukhus

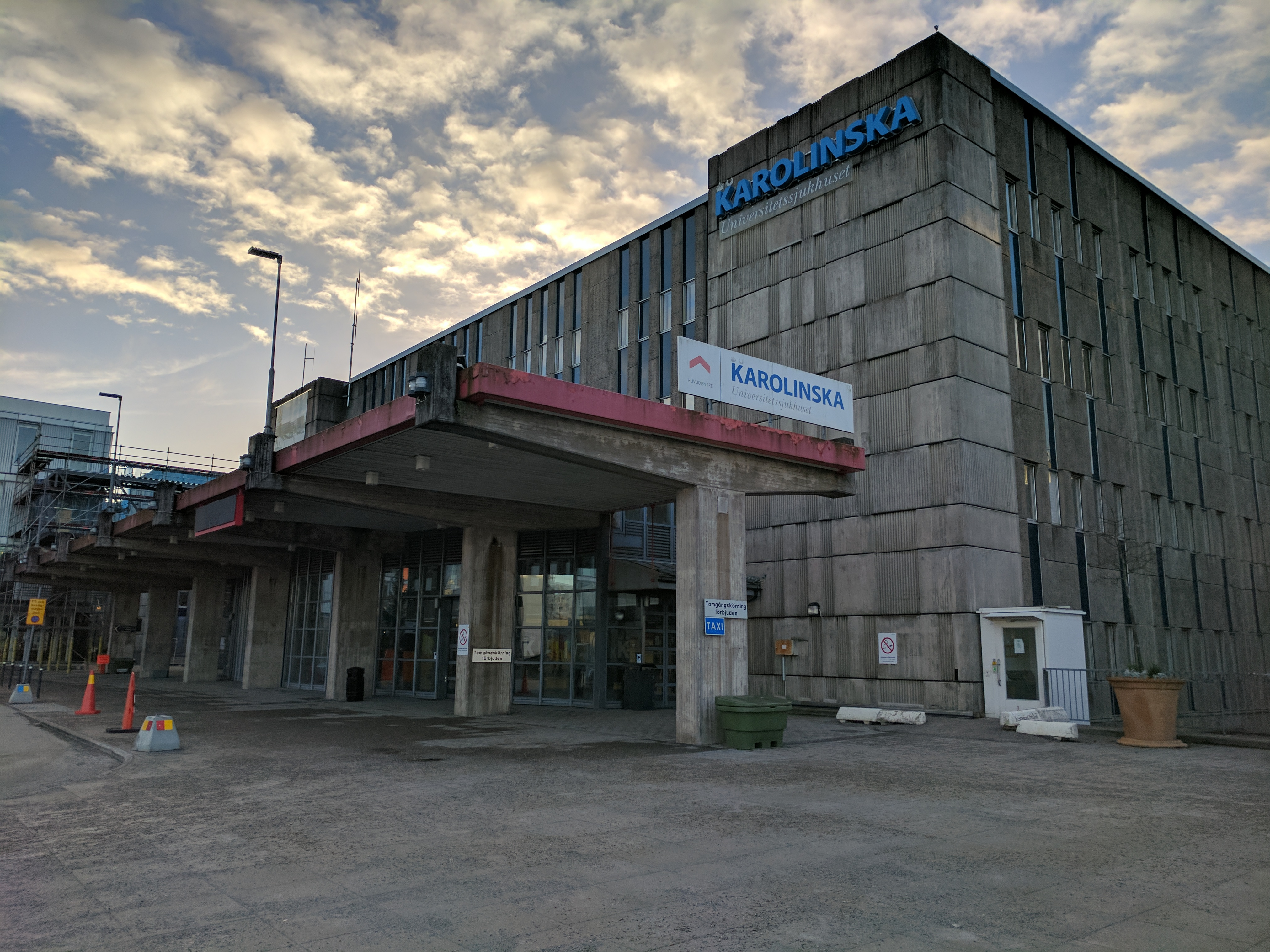
Karolinska universitetssjukhuset i Huddinge, ett av Sveriges omkring 70 akutsjukhus.

Akutsjukhus syftar i Sverige på ett sjukhus med resurser och beredskap att dygnet runt ta emot akut sjuka patienter. Begreppet har i svensk lag definierats som en "vårdinrättning som är inrättad för sluten vård och som har särskild akutmottagning för den som behöver omedelbar hälso- och sjukvård." Socialstyrelsen förklarade år 1994 att ett akutsjukhus ska kunna ta emot alla sjuka och skadade som kräver akut omhändertagande och är i behov av akutsjukhusets resurser. Det gäller till exempel att det ska finnas omedelbar tillgång till operationsavdelning, intensivvård och röntgenundersökning, och jourverksamhet inom ett stort antal specialiteter.
Det har under den senare halvan av 1900-talet skett en minskning i antalet akutsjukhus i Sverige. 1970 fanns det 115 akutsjukhus, vilket minskat till omkring 90 akutsjukhus 1994, och 2016 fanns det omkring 70.